# 塞布罗罗·斯托
塞布罗罗·斯托（英語：Teburoro Tito，1953年8月25日—），基里巴斯第3任总统兼外交部长。

## 生平
1979年，塞布罗罗·斯托毕业于南太平洋大学。1981年进入基里巴斯教育部，先后担任主管奖学金及中学、大学的教育官员。1987年，斯托当选议员。此后数次连任。1994年9月30日，斯托当选基里巴斯第五任总统，并于1998年11月27日、2003年2月25日两度连任。2003年3月28日，斯托因议会通过不信任案而辞职。
2017年9月13日，斯托获任基里巴斯常驻联合国代表一职。 